# 文京台 (江別市)
文京台（ぶんきょうだい）とは、北海道江別市の町丁。郵便番号は069-0833。人口は2608人、世帯数は1742世帯（2023年12月1日現在）。丁目の設定のない単独町名である。住居表示は全域で未実施。

## 地理
文京台は函館本線大麻駅を挟んで南側の地域である。国道12号と道立野幌森林公園に挟まれた地域でもある。これらのことから居住希望者が増加したため、1968年に土地区画整理事業で造成されることとなった。さらに札幌市厚別区が隣接する。

## 歴史
もともとは農地であったが、1968年（昭和43年）から始まった「新野幌土地区画整理事業」により造成が進み、1973年（昭和48年）に造成が完了した。

### 年表
- 1968年（昭和43年）
  - 5月23日 -道知事により新野幌土地区画整理事業の組合設立許可申請が下りる[6]。
  - 5月28日 - 組合設立許可が公告される[6]。
- 1973年（昭和48年）
  - 5月31日 - 換地処分の公告が行われる[6]。
  - 6月1日 - 換地処分の効力が生じ、同日に土地区画整理事業外の隣接地も町名を変更され、「西野幌」から「文京台」に変更された[7]。
- 1985年（昭和60年）
  - 4月1日 - さらに一部の区域が「西野幌」から「文京台」に変更された[7]。
- 1986年（昭和61年）
  - 11月1日 - さらに土地区画整理事業外の隣接地も一部町名を変更され、「西野幌」から「文京台」に変更された[7]。

## 小・中学校の通学区
小・中学校の通学区は以下の通り。
| 町丁   | 字・番地 | 小学校       | 中学校     |
| ------ | -------- | ------------ | ---------- |
| 文京台 | 全域     | 文京台小学校 | 大麻中学校 |

## 施設

### ドラッグストア
- ツルハドラッグ 江別文京台店（文京台31-4）

### 公共
- 文京台地区センター（文京台7-4）
- 札幌学院大学江別キャンパス（文京台11）
- くりのき公園（文京台16-16）
- 北翔大学（文京台23）
- すずかけ公園（文京台28-28）
- はるにれ公園（文京台37）
- のばら公園（文京台48-48）
- わいわい公園（文京台66-10）

## 交通

### 鉄道
- 鉄道駅は町内には存在しない。最寄り駅は■函館本線の大麻駅。
  -  北海道旅客鉄道
    - ■函館本線

### バス
文京台の町内に停車するバスは、ジェイ・アール北海道バス・夕鉄バスが運行している。

### 道路

#### 一般国道
- 国道12号

#### 一般道道
- 町内に一般道道は通っていない。

#### 都市計画道路
- 3・4・314 文教通[9]

## 文京台地区

### 概要
文京台は函館本線を挟んで南側の地域である。函館本線を挟んだ北側に造成された大麻団地が急激な人口増加の傾向を示し、文京台地区においても自然環境にも恵まれていることなどから居住希望者が多いため、造成されることとなった 。文京台地区は札幌市厚別区に隣接した地区であり、北海道立教育研究所をはじめ、3つの大学、1つの高等学校など、多くの教育を多数抱える。さらに住宅地も広がる。また、近隣に埋蔵文化財センターや北海道博物館などの文化施設を構え、文京台地区の南側には、世界有数の平地原生林である道立野幌森林公園が広がり、 バードウォッチングや散策、歩くスキー等自然とのふれあいを楽しめる。文京台地区は、主に土地区画整理事業によって造成された地区である。

### 地区の歴史
- 1968年 (昭和43年) -「新野幌土地区画整理事業」により、 農地として利用されていた場所に宅地開発を開始した。また、複数の大学及び予定地を抱えた文教地区としての形態を備えた地区でもあった[6]。
- 1973年 (昭和48年) - 文京台地区の造成完了[6]。
- 1975年 (昭和50年) - 国道12号が近くを通り、さらに地区の居住希望者が増えたため文京台地区の東側に「新野幌第2土地区画整理事業」として、さらに造成を開始した[4]。
- 1981年 (昭和56年) - 新野幌第２土地区画整理事業地区の造成完了と同時に、同地区の町名を「文京台東町」、「文京台南町」へと変更[4][10][11][12]。
- 1985年 (昭和56年) - 「西野幌」の一部を「文京台緑町」に町名を変更[13]。